# Erwin Engelbrecht
Erwin Engelbrecht (* 12. November 1891 in Wildpark-West; † 8. April 1964 in München) war ein deutscher General der Artillerie im Zweiten Weltkrieg.

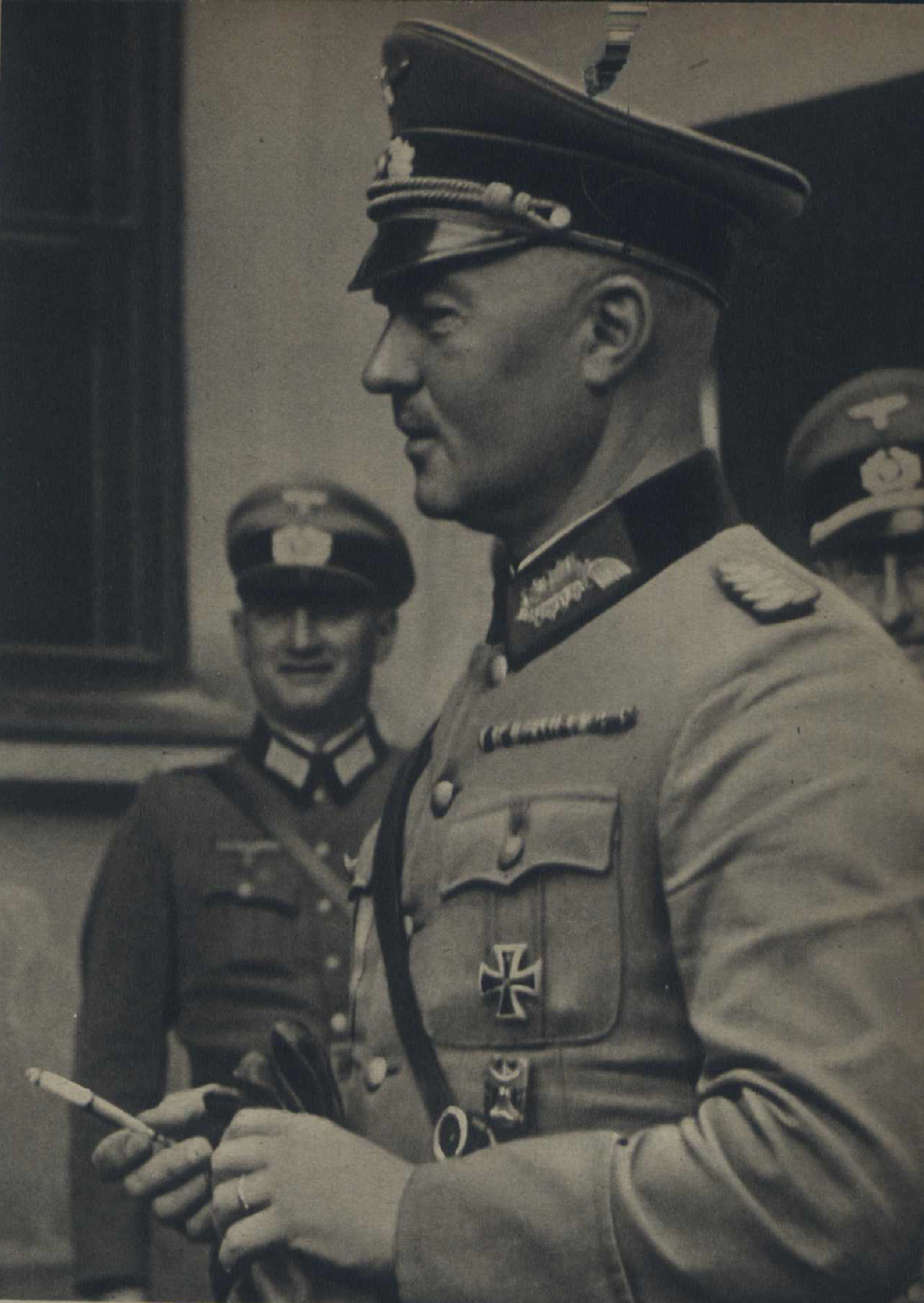
Erwin Engelbrecht bei einem Besuch in der Slowakei, 1939

## Leben
Engelbrecht trat am 5. Februar 1910 als Fahnenjunker in das 2. Niederschlesische Feldartillerie-Regiment Nr. 41 der Preußischen Armee ein und avancierte Mitte August 1911 zum Leutnant. Im Ersten Weltkrieg nahm er als Ordonnanzoffizier, Zugführer, Kompaniechef und Adjutant teil. Bis Mitte August 1918 stieg Engelbrecht zum Hauptmann auf und erhielt für seine Tätigkeit neben beiden Klassen des Eisernen Kreuzes auch das Ritterkreuz des Königlichen Hausordens von Hohenzollern mit Schwertern.
Nach dem Kriegsende wurde Engelbrecht in das 8. (Preußisches) Reiter-Regiment der Reichswehr übernommen. Am 1. Oktober 1924 wurde er in die Führungsabteilung der 1. Kavallerie-Division versetzt, am 1. März 1928 Chef zur 3. Eskadron und am 1. Oktober 1930 in die Führungsabteilung der 1. Division. Bis 1. Mai 1935 stieg er zum Oberst auf und war seit dem 1. Januar 1935 im Reichswehrministerium tätig. Am 1. Mai 1937 folgte seine Ernennung zum Kommandeur der Heeresdienststelle 11, die nach dem „Anschluß“ Österreichs dorthin verlegt und in Heeresdienststelle 30 umbenannt wurde. Hier erhielt Engelbrecht am 1. Januar 1939 seine Beförderung zum Generalmajor.
Bei der Mobilmachung am 26. August 1939 anlässlich des Zweiten Weltkriegs erfolgte die Umbenennung in Grenzschutz-Abschnitt-Kommando 30. Mit dem 18. November 1939 wurde Engelbrecht dann Kommandeur der neu aufzustellenden 163. Infanterie-Division der 7. Aufstellungswelle im Wehrkreis III. Seine Division führte Engelbrecht bei der Besetzung Norwegens, wo sie bis Mai 1941 verblieb. Engelbrecht erhielt am 9. Mai 1940 das Ritterkreuz des Eisernen Kreuzes und wurde am 1. Oktober 1940 Generalleutnant. Seine Division verlegte im Juni 1941 – ein einmaliger Vorgang – durch das neutrale Schweden hindurch per Eisenbahn- und anschließendem Schiffstransport nach Südfinnland, um im Rahmen des finnischen Heeres ab Ende Juni 1941 an der Offensive in Richtung Swir-Fluss teilzunehmen. Nachdem diese erfolgreich beendet war, verlegte die Division im Januar 1942 nach Lappland zum AOK Lappland und kämpfte dort zusammen mit der benachbarten 169. Infanteriedivision bis September 1944 im Raum Salla.
Engelbrecht übernahm am 15. Juni 1942 die Führung des Höheren Kommandos z.b.V. XXXIII in Trondheim, zugleich Befehlshaber Mittelnorwegen und wurde am 1. September 1942 zum General der Artillerie befördert. Am 23. Januar 1943 wurde das Höhere Kommando in XXXIII. Armeekorps umbenannt und Engelbrecht Kommandierender General. Am 25. Dezember 1943 musste er sein Kommando an Generalleutnant Ludwig Wolff abgeben und wurde in die Führerreserve des Heeres versetzt. Erst am 13. September 1944 erfolgte seine Wiederverwendung als Führer des neu gebildeten Höheren Kommandos Saarpfalz, das jedoch nur Festungs- und Bautruppen umfasste und in den Kriegsgliederungen des Heeres nicht erscheint. Engelbrecht ergab sich im April 1945 den amerikanischen Truppen und wurde 1947 aus der Kriegsgefangenschaft entlassen.
Engelbrecht wurde Vorsitzender des Landesverbands Bayern im Zentralverband vertriebener Deutscher (ZvD), einer Gründungsorganisation des Bundes der Vertriebenen (BdV), und war 1950 einer der Unterzeichner der Charta der deutschen Heimatvertriebenen. 1949 gehörte er für die Wirtschaftliche Aufbau-Vereinigung der ersten Bundesversammlung an, die Theodor Heuss zum Bundespräsidenten wählte.